# The Underground Resistance
Albums de Darkthrone
Circle the Wagons
(2010) Arctic Thunder
(2016)
The Underground Resistance est le quinzième album studio du groupe norvégien Darkthrone.

## Liste des morceaux
| 1.    | Dead Early                    |  | 4:49  |
| 2.    | Valkyrie                      |  | 5:14  |
| 3.    | Lesser Men                    |  | 4:55  |
| 4.    | The Ones You Left Behind      |  | 4:16  |
| 5.    | Come Warfare, The Entire Doom |  | 8:38  |
| 6.    | Leave No Cross Unturned       |  | 13:49 |
| 41:41 |                               |  |       |

## Musiciens
- Nocturno Culto – chant, guitare, basse
- Fenriz – batterie, chant